# فطيرة
الفطيرة هي طبق مخبوز غالباً ما تُصنع من عجينة الحلويات وتكون مغطاة بحشوة ذات طعمة لاذعة حلوة أو مالحة. يمكن أن تكون الفطائر مجموعة متنوعة من الأحجام، بدءا من الحجم المتعدد المصمم للحصص.
ظهرت الفطيرة كغذاء في انكلترا (في سياق اللاتينية) في وقت مبكر من القرن الثاني عشر، ولكن يشهد علامة لا لبس فيها إلى العنصر التي تعنى المقالة في قاموس أوكسفورد الإنكليزية حتى القرن 14 (أكسفورد قاموس للغة الإنجليزية فطيرة بينالي الشارقة).

## الفطائر التقليدية
| - فطيرة الباكون والبيض - فطيرة الزبدة - فطيرة الدجاج والفطر - فطيرة اللحم المحفوظ | - فطيرة اللحم - فطيرة لحم الخنزير - فطيرة الراعي | - الفطيرة الإسكتلندية - فطيرة الكري - فطيرة الستيك |  |

هناك نوع آخر من الفطائر: الفطائر بالجبن والبقدونس. تحضّر هذه الفطائر من الطحين، البيض، الخميرة، الزيت، البطاطا، جبن الفيتا، البقدونس والبصل. تحتوي حصّة الفطائر بالجبن والبقدونس (150غ تقريباً) بحسب موقع شهية على 354 وحدة حرارية

## معرض صور

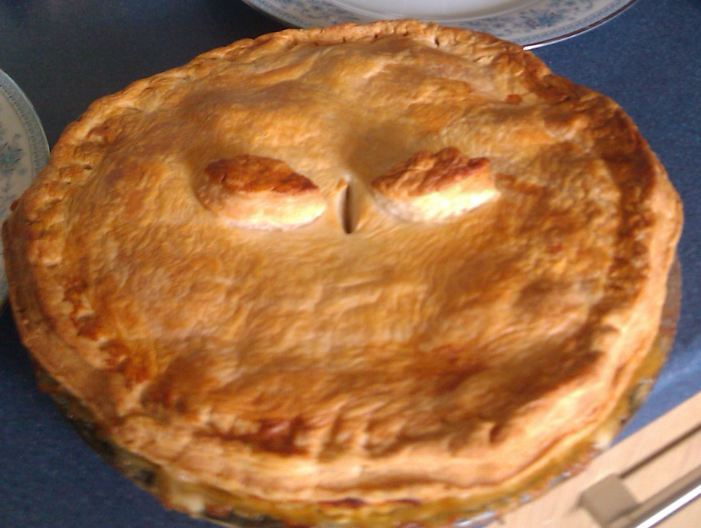
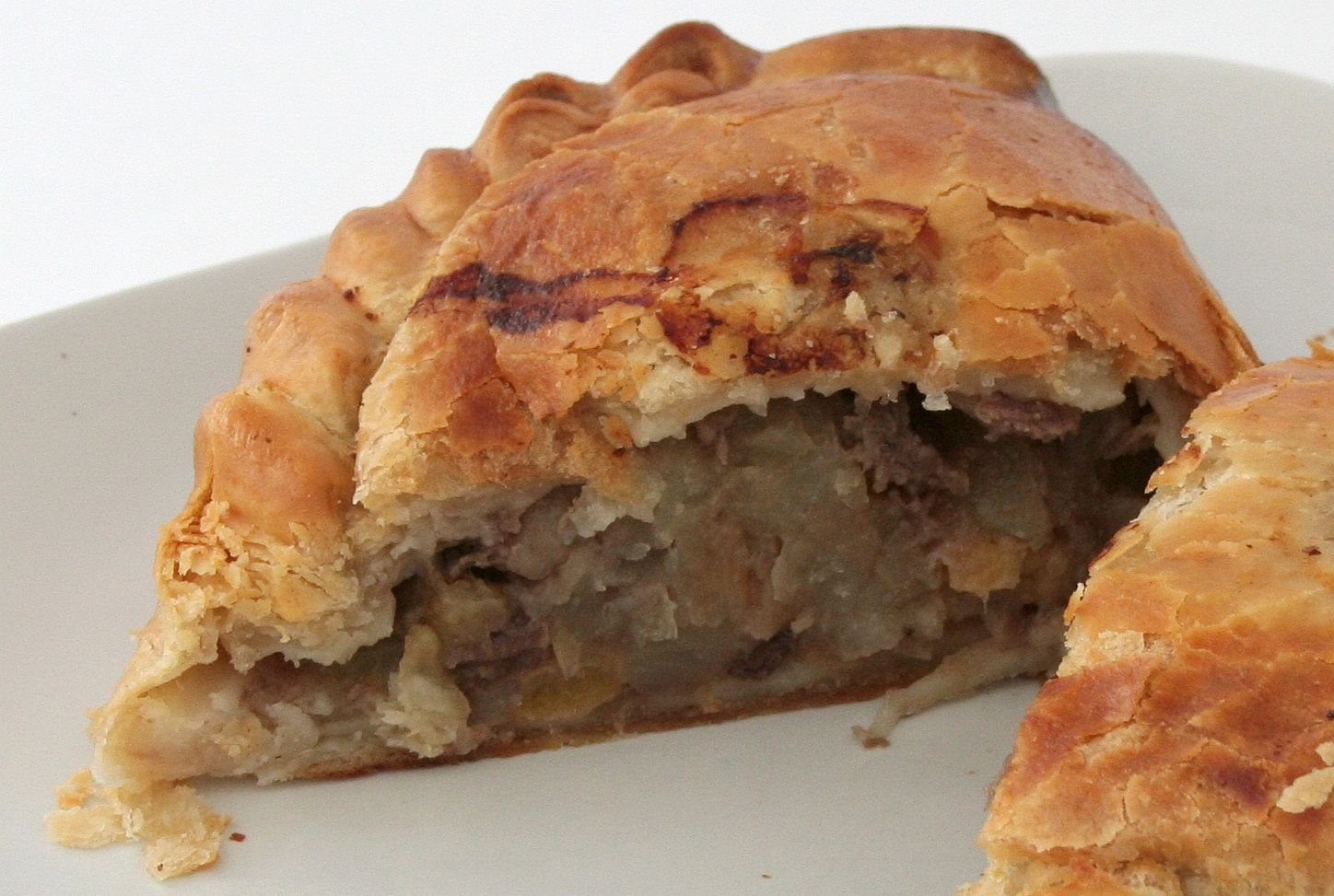
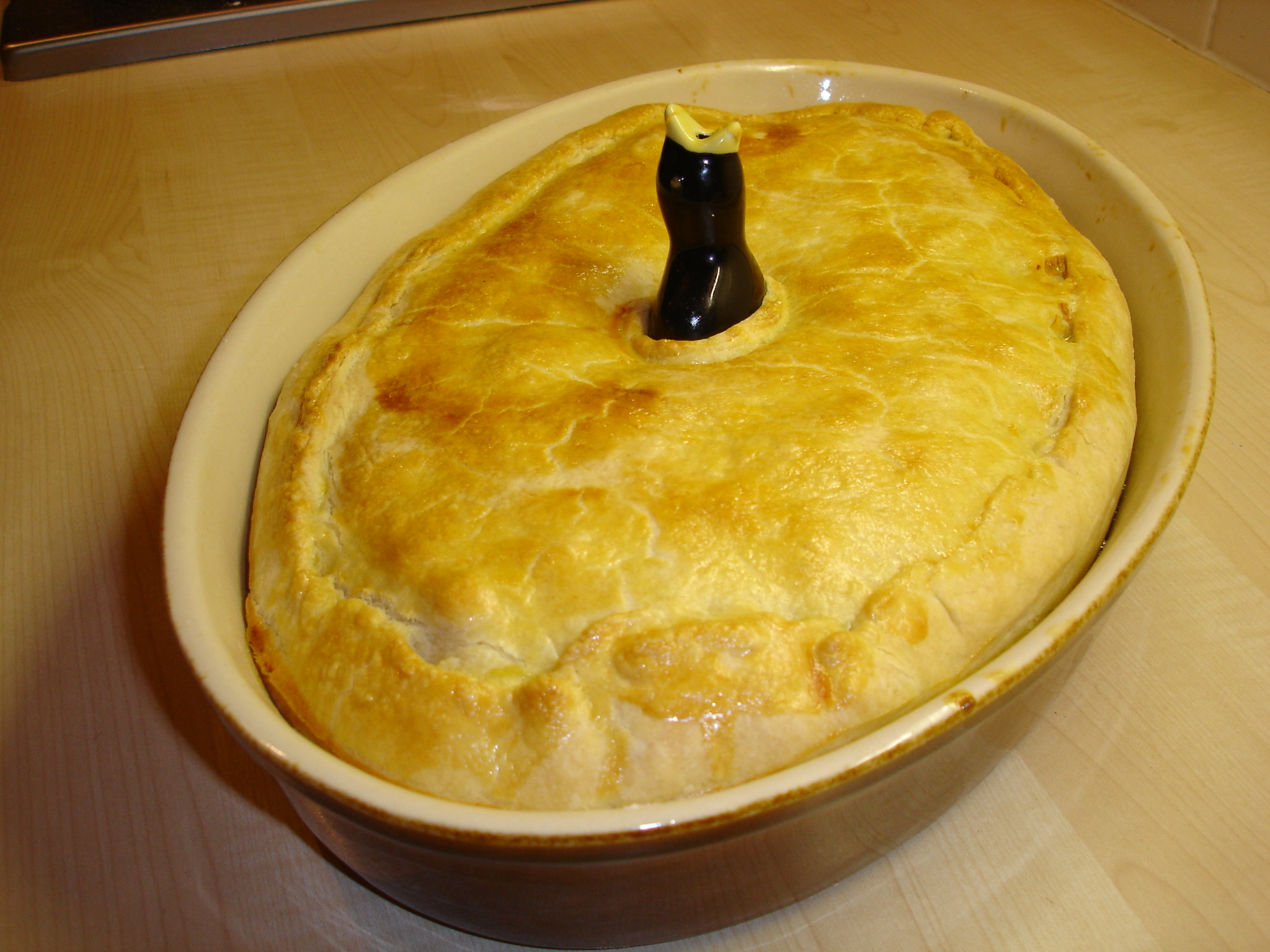

## فطائر حلوة
| - فطيرة التفاح - فطيرة الكريمة بالموز - فطيرة الكرز الأسود - كعكة الجبن | - فطيرة الجبن - فطيرة الكريمة - فطيرة الكاسترد - الفطيرة المقلية | - فطيرة اليقطين - فطيرة الراوند - فطيرة الفراولة - فطيرة السكر - فطيرة البطاطا الحلوة |  |

## وصلات خارجية
- تاريخ الفطائر